# Chiesa di San Francesco (Vigevano)
La chiesa di San Francesco è un edificio religioso sito a Vigevano, in provincia di Pavia e diocesi di Vigevano.

## Descrizione e storia
Venne edificata fuori dalle mura cittadine nel 1379, un anno dopo la costruzione del convento dei Frati Minori. Era più piccola, orientata diversamente e occupava lo spazio dell'attuale transetto. Ampliata nel 1447, subì una radicale trasformazione con la totale ricostruzione e il cambio di asse tra il 1465 e il 1470. Nel 1475 viene terminato il campanile la cui costruzione era iniziata nel 1448. Nel 1836 furono rifatte le cappelle. Nel 1847, per ampliare la via San Francesco, venne demolita la cappella dell'Immacolata Concezione, edificata nel 1494 su disegno di Donato Bramante. Tra il 1847 e il 1856 subì un "restauro" che trasformò l'interno in stile neogotico, con la realizzazione delle volte in sostituzione delle capriate a vista e il rialzo del tetto, conseguente al sopralzo di un metro del pavimento che fu portato a livello strada. Tra il 1891 e il 1903, ad opera dell'architetto Moretti, fu ripristinato il disegno gotico lombardo della facciata con il rialzo di alcuni metri, per allinearsi al tetto sopralzato con gli interventi ottocenteschi; inoltre vennero eliminati i piccoli ingressi ai lati del portale di facciata realizzati nel corso del Settecento, allungate le due finestre gotiche e completata la cornice del finestrone tondo rifatto più grande di quello quattrocentesco. A completamento della facciata furono rifatti i pinnacoli. Nel 1931 anche i lati vengono restaurati, riportando all'antica forma la facciata del transetto. Sulla via San Francesco, dopo il portale del lato destro, si trova un ossario di fattura barocca chiamato "chiesetta dei morti".